# Cool Breeze
Cool Breeze es un artista de la 1.ª generación de Dungeon Family. Cool aparece en varios álbumes de artistas del colectivo. En 2001, se unió junto a otros dos raperos para formar el grupo Sniper Unit y comenzar a ser conocido como Freddie Calhoun.

## Discografía

### Álbumes
- East Point's Greatest Hits
- Made In The Dirty South (como The Calhouns)

### Singles
- "Watch For The Hook"

- Datos: Q5167269